# ロバート・コートウォール
ロバート・コートウォール, CMG（英語: Sir Robert Hormus Kotewall、中国語: 羅旭龢、1880年—1949年5月23日）はイギリス領香港の政治家。パールシーと華人の混血（ユーラシアン）であり、行政局首席非官守議員、太平紳士を務め、香港の教育と文化事業に多大な貢献をした人物である。当時、何東、伍廷芳、羅文錦、曹善允らとともに香港社会の上流階級に属し、超然たる地位を占めた。

## 經歷
- 抜萃男書院および皇仁書院を卒業し、警務処の事務職員として勤務
- 1913年、裁判司署首席文案に就任
  - 華人として初の官守太平紳士に就任
- 1916年、37歳で香港政府を去る。旭和洋行を設立し、蓄音機の輸出入貿易を開始、和声唱片公司の総経理を務める
- 1921年、英語の戯曲Uncle Kim（鑒叔）を執筆
- 1925年、省港大罷工が発生。羅は広東省と香港政庁の間を仲介し、ストライキ解決のために武力を使用することに反対
- 1926年、立法局（中国語版）議員に任命され、1927年1月に就任
- 1927年、ジョージ5世よりCMGを受章、香港大学で法学博士号を取得
- 差餉（固定資産税）の徴収を建物ごとではなく階ごとに行うべきと主張
- 1933年、広東オペラの男女共演を促進
- 1934年6月、香港初の学校対抗運動会を開催
- 1936年、行政局議員に任命
- 1938年、ジョージ6世よりナイトの称号を授けられる

## 生涯
羅旭龢は香港生まれのユーラシアンである。羅家は代々ビジネスに携わっていたが、その業績は目立ったものではなかった。羅は若い頃、抜萃男書院および皇仁書院という二つの西洋式カレッジで学び、また、教師や学者を招いて中国の伝統的学問も修めた。16歳の時にはすでに頭角を表し、警察に四等事務職員として採用された。羅が勤務を始めた当初、警察署の同僚は羅がまだ若いため羅を子供のように扱ったが、後に羅が非常に有能であることがわかると、尊敬を集めるようになった。
長年警察に勤務した結果、羅は上司にその才能を認められ、裁判司署（地方裁判所）の首席文案に異例の昇進を遂げた。羅は高校卒業程度の学歴であったものの、地方裁判所の書類を難なく処理することができ、仕事の水準は法律の専門家に匹敵していた。その後すぐ、羅は政府から太平紳士に任命され、より大きな責任を託されることを期待された。そしてそれから2年の内に、羅は輔政司署の首席文案へと昇進した。羅が起草した政府予算はよく整理され、詳細かつ正確であるとして、イギリス植民地大臣からも高く評価された。羅は香港政庁内で急速に昇進したが、輔政司署から毅然と引退し、実業界へ転向した。
政府を去った後、香港和声唱片公司の総経理に就任し、その後、華人置業、香港電話、香港雪廠などの董事を歴任した。羅に顧問を依頼した企業としては、南洋兄弟煙草公司、油蔴地小輪、中華汽車、九龍汽車などがある。この時期から1940年まで、羅は一貫して政庁に対する華人代表として、華と英、官と民の間の架け橋として活動した。
1925年の省港大罷工の際、羅は政庁による治安維持を支援し、調停のために広州に赴き、最終的に広東と香港間の交通を回復した。ストライキの結果香港は大きな被害を受けたが、羅は香港市民を代表して、苦境を脱出するための3000万香港ドルの融資を得るため英国政府と交渉し、この問題を議論する会議で賛否両論を説明した。羅の演説は出席した政府関係者から満場一致で賞賛され、人々はそれを「3000万元の価値のある演説」と呼び、その弁舌は「銀の舌」と称された。
1930 年代までに、香港は大恐慌のあおりを受けて、市民生活はますます困難になっていった。羅は政庁に差餉（Rates、固定資産税）の税率を引き下げるよう要請した。最終的に、政庁は建物全体で税金を支払うという従来の要件を撤回し、代わりに各階で個別に税金を徴収することに同意した。これにより、小規模不動産所有者が直面する困難が軽減された。

## 対日協力と戦後

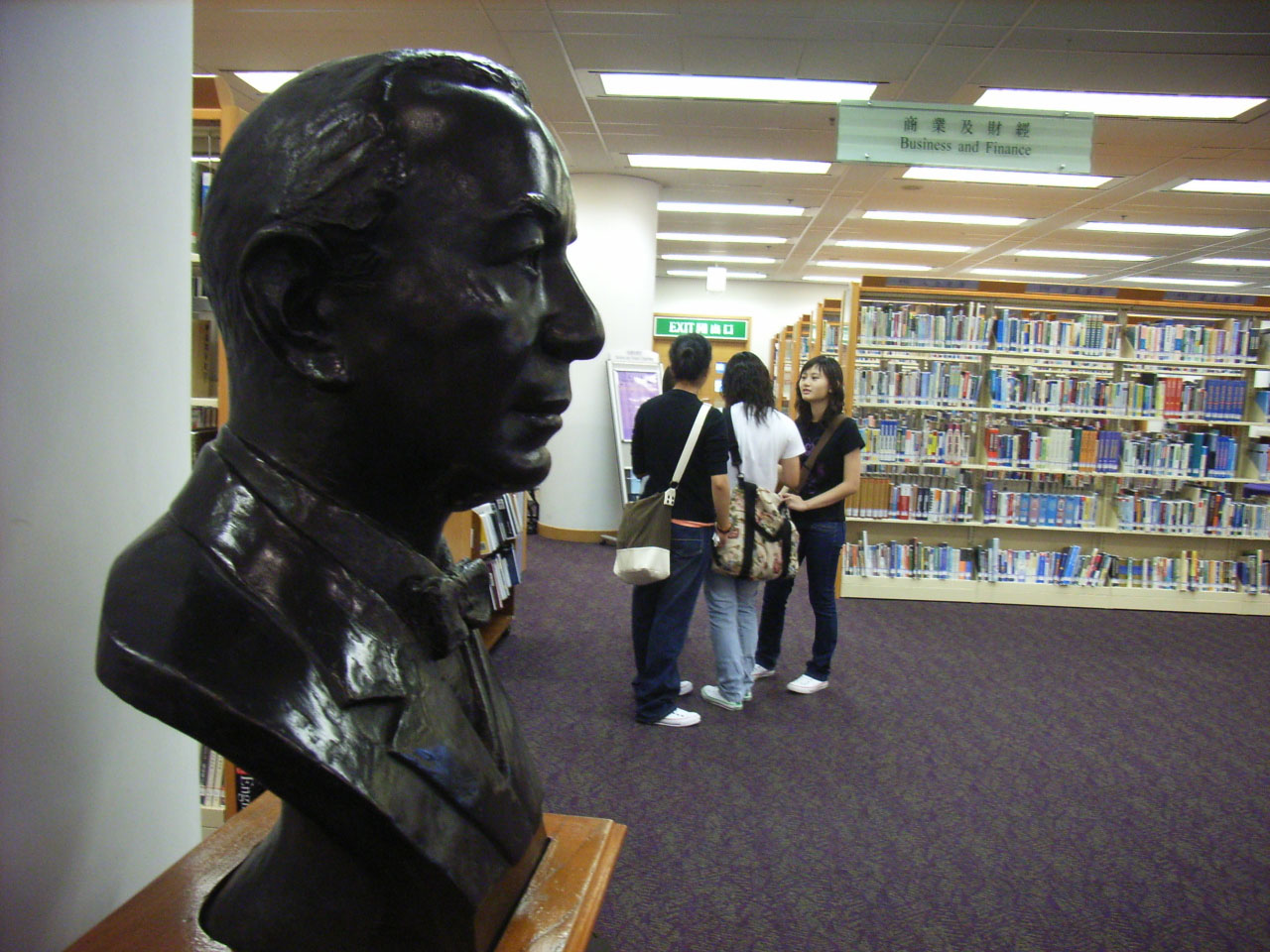
香港中央図書館にある羅旭龢の胸像

1941年末から3年8ヶ月にわたる日本軍占領期において、香港占領地総督の磯谷廉介は香港社会の包括的統治を行うために「両華会」を設置した。羅旭龢はそのうち「華民代表会」の主席に任命され、占領地総督部に対して華人統治問題に関する意見を提供し、日本軍の香港統治を支援した。1945年8月の日本の敗戦後、香港におけるイギリスの統治権が回復された。翌年、香港総督マーク・ヤングは香港に戻り、5月に総督として引き続き職務に就いた。羅は日本占領下で華人代表として働いた原因と結果を説明する66ページに及ぶ報告書を提出したが、その主張は英国政府には受け入れられなかった。戦後、日本軍に協力した華人は香港政庁から概ね寛大に扱われた。しかし羅旭龢はイギリスに対する反逆罪には問われなかったものの、政庁のブラックリストに載せられ、政庁に再度雇用されることはなく、いかなる公職にも就くことも許されなかった。また、中華民国広東省政府が指名手配した漢奸の一人に挙げられたため、それ以降公の行事に出席することはほとんどなくなった。1949年5月に病気で亡くなった。